# Ла Страда (Форли-Чезена)
Ла Страда (итал. La Strada) је насеље у Италији у округу Форли-Чезена, региону Емилија-Ромања.
Према процени из 2011. у насељу је живело 14 становника. Насеље се налази на надморској висини од 637 м.